# 山口連続殺人放火事件
山口連続殺人放火事件（やまぐち れんぞくさつじんほうかじけん）は、2013年（平成25年）7月21日に山口県周南市大字金峰の集落にて発生した連続殺人・放火事件。
集落の住人だった加害者の男H（事件当時63歳）が自宅近隣に住む高齢者5人を殺害して被害者宅に放火した殺人・非現住建造物等放火事件である。
報道では「周南5人殺害」「山口・周南5人殺害」「周南市5人殺害」などと呼称される場合がある。

## 概要
2013年7月21日21時ごろから周南市金峰郷地区で約50メートル (m) 離れた民家2軒にて相次いで火災が発生し、住民から「近所の家が燃えている」と周南市消防本部に通報があった。約50メートル離れた農業の女性A宅と無職男性A宅の2軒が燃えており、消火活動にあたったが、2軒とも全焼した。女性宅から1人、無職男性宅から2人の遺体が見つかり、それぞれ住民の女性Aと男性A、その妻である女性Bと確認された。

### 捜査
周南警察署が放火の可能性を視野に捜査を開始したところ、翌7月22日日中、近隣住民の男性が1人の遺体を発見した。さらに捜査員が別の住宅で1人の遺体を発見した。5人の遺体が発見された計4軒の住宅は河川を挟んで半径約300m以内の狭い範囲にあり、逮捕された被疑者Hもその半径内に在住していた。
5人の遺体はいずれも頭部などに殴られたような外傷があり、新たに発見された遺体の身元は遺体が発見された住宅に住む女性Cと男性Bであることが判明した。被害者は5人とも鈍器のようなもので殴打されたことによる頭蓋骨骨折や脳挫傷が死因だった。山口県警察（県警本部捜査一課・周南署）は本事件を計5人が殺害された連続殺人・放火事件と断定し、周南署内に捜査本部を設置した。
2人のうち、女性Cは火災発生直後から翌日午前1時過ぎまで近くの住民の家に避難し、県警も火災の約2時間後に本人の無事を確認していたことから犯人は3人を殺害し放火した後も約5時間にわたり付近に潜伏したあと、2人の住宅に侵入して殺害した可能性があることが分かった。
焼失した女性A宅の隣家には、「つけびして　煙り喜ぶ　田舎者」と白い紙に毛筆のようなもので川柳が記された貼り紙があり、県警は7月22日午後、殺人と非現住建造物等放火の疑いでこの家を家宅捜索するとともに、姿を消した当時63歳の住民の男Hを重要参考人として行方を捜索した。また事態の悪化を防ぐために、近隣住民5世帯9人に対して翌日朝まで現場近くの郷公民館に避難するよう呼びかけた。
その後、山口県警捜査本部が2013年7月23日以降に現場検証・付近の捜索などを400人体制で実施した結果、7月25日には事件現場付近の山中で、容疑者の携帯電話や衣類などが見つかり、翌7月26日朝から170人体勢で捜索を行った。

### 逮捕
火災発生から6日目の7月26日午前9時ごろ、Hが郷公民館から約1キロメートル離れた山道に、下着姿・裸足で座っているのを捜索中の県警機動隊員が見つけ、氏名を確認したところ本人と認めたため、任意同行を求め周南署で事情聴取を行ったあと、殺人・非現住建造物等放火の容疑で逮捕した。最初の逮捕容疑は殺害された79歳女性への殺人・及び同被害者宅への非現住建造物等放火だった。
取り調べ当初は被疑者Hは5人の殺害を認めたため、県警は翌7月27日午前に被疑者Hの身柄を山口地方検察庁へ送検した。弁護人（国選弁護人）を担当して事件直後に被疑者Hと接見した山口県弁護士会所属の山田貴之（主任弁護人）・沖本浩の弁護士2人によれば、被疑者Hは犯行後に多量の睡眠薬・ロープを持って自宅から山中に入り自殺を図った旨を述べたほか、被害者・遺族への謝罪の念も述べていた。
山口地検は2013年9月17日から約3か月間にわたり刑事責任能力の有無を調べるため被疑者Hの精神鑑定を実施し、2013年12月27日に被疑者Hを被害者5人への殺人罪・建物2件への非現住建造物等放火罪で山口地方裁判所へ起訴した。

## 刑事裁判
山口地方裁判所は公判前整理手続中の2014年（平成26年）8月に再度の精神鑑定を実施することを決定し、2014年10月16日から被告人Hを再び鑑定留置した。これは弁護人側が「起訴前に山口地検が実施した1度目の精神鑑定には問題性がある」と指摘したほか、山口地検も「責任能力の有無・程度が争点であり、迅速・充実した審理のためには再度の精神鑑定が必要」として双方が請求したものだった。
2度目の鑑定留置は当初約3か月間の予定だったが、結果的には2015年（平成27年）2月27日までの約4か月間（当初予定より1か月延長）まで続いた。
公判前整理手続は2015年6月10日（第24回）で終了し、争点は「事件前後に被害者宅2軒が全焼した火災が放火によるものか否か」「5人を殺害し、放火したのは被告人Hか否か」「妄想性障害だった被告人Hの責任能力の有無・程度」などに絞り込まれた。本事件は裁判員裁判の対象事件となったため、2015年6月17日には裁判員の選任手続が行われ、裁判員6人・補充裁判員4人が選任された。

### 第一審・山口地裁
2015年6月25日に山口地方裁判所（大寄淳裁判長）で本事件の裁判員裁判初公判が開かれたが、被告人Hは罪状認否にて捜査段階から供述を一転させて「被害者の頭は殴っておらず、家に火もつけていない」と述べ、殺人・放火の起訴内容を否認して無罪を主張した。
2015年6月29日に開かれた第3回公判で検察官が事件後に山中で発見されたICレコーダーに残されていた被告人Hの肉声を証拠品として提出した。このICレコーダーには被告人Hから両親に向けたとされる「これから自殺する。周囲の人間から意地悪ばかりされた。田舎に娯楽はない。飼い犬を頼む」などの言葉が記録されていた。また、同日に証人として出廷した火災科学の専門家（須川修身：東京理科大学火災科学研究センター教授）は「被害者宅2件の火災はいずれも自然発火の可能性は考え難く、被告人Hが放火した可能性が高い」と証言した。
2015年7月7日に開かれた第8回公判で精神鑑定を担当した医師2人の証人尋問が行われ、起訴前に精神鑑定した医師は「被告人Hに被害妄想はあったが妄想性障害までは認められない」と証言した一方、再鑑定で「妄想性障害」と診断した医師は「被告人Hは妄想性障害の影響により『地域住民からの挑発・噂があった』と勝手に思い込み、被害感情を募らせて報復のために事件を起こした」と証言した。
2015年7月8日に開かれた第9回公判で被害者の遺族7人が証言台に立ち、被告人Hへの死刑適用を求めた。
2015年7月10日、論告求刑公判（第10回公判）が開かれ、山口地方検察庁は被告人Hに死刑を求刑した。山口地検は論告で「社会を震撼させた重大・凶悪な事件。被告人Hの責任能力に問題はなく、強固な殺意に基づく残忍な犯行だ。逮捕当時から供述を変遷させている上に被害者・遺族への謝罪もなく矯正は不可能である」と主張し、山口県内で開かれた裁判員裁判では初となる死刑求刑に踏み切った。同日に行われた最終弁論で弁護人は「被告人H＝真犯人であることを裏付ける決定的証拠はない。仮に犯人だったとしても犯行当時は心神喪失もしくは心神耗弱状態であり、いずれにせよ死刑選択は許されない」と述べて無罪か死刑回避を主張して公判が結審した。論告後に被害者遺族の代理人弁護士が被害者参加制度に基づいて被害者遺族が被告人Hに死刑を望む旨を代弁する意見陳述をした一方、被告人Hは最終意見陳述で改めて無罪を主張し、最後まで事件の真相言及・被害者への謝罪の言葉は口にしなかった。
2015年7月28日に開かれた第一審判決公判で山口地裁（大寄淳裁判長）は山口地検側の求刑通り被告人Hに死刑判決を言い渡した。山口地裁は判決理由で「犯行前後の言動から被告人Hが犯人であることは明らか。さらに被告人Hは起訴された行為が犯罪であることを明確に認識しており、完全な責任能力を有していることも明らかだ」と事実認定した上で、量刑理由にて「強固な殺意による残虐な犯行だ。罪責は重大で極刑は免れられない」と犯行を非難した。山口県内にて開かれた裁判員裁判では初の死刑判決で、1978年以降に山口地裁（支部含む）にて言い渡された死刑判決は2002年に山口地裁下関支部（並木正男裁判長）が下関通り魔殺人事件（1999年発生）の被告人に言い渡して以来2件目だった。
弁護人は判決を不服として広島高等裁判所へ即日控訴した。被告人Hは被害者・遺族に対し一貫して謝罪の言葉を述べておらず、上告審判決直前には「（被害者・遺族には）絶対に謝らない。自分の方が被害者なのだから逆に謝ってもらいたい」と述べている。

### 控訴審・広島高裁
広島高等裁判所は2016年（平成28年）5月11日までに「控訴審初公判を2016年7月25日に開く」と決定した。
控訴審初公判を控えて弁護団は2016年（平成28年）7月19日に広島市内の広島弁護士会館で記者会見して「第一審判決後に精神科医が実施した私的鑑定の意見書を証拠として請求したが検察側が不同意とした。その精神科医を証人申請するが、広島高裁が不許可とした場合は再鑑定を申請する」などと明かした上で改めて無罪を主張することを表明した。
2016年7月25日、広島高裁（多和田隆史裁判長）で控訴審初公判が開かれ、弁護団が改めて「仮に被告人Hが犯人だったとしても心神喪失か心神耗弱が認められるべきだ」と改めて無罪を主張した一方、広島高等検察庁は控訴棄却を求めた。
弁護団は広島高裁へ以下の52の証拠鑑定を請求したが、いずれも広島高裁から「必要ない」と却下された。
- 「凶器と認定された木の棒」「現場に残された足跡と一致する靴」「被害者の血液・DNAが付着した可能性がある被告人Hの衣服」の鑑定[69]
- 被告人Hの親族への証人尋問[69]
- 精神科医の「被告人Hには妄想性障害があった」とする意見書[71]

さらに弁護団は再度の精神鑑定を申請したがこれも認められず、控訴審は即日結審した。
2016年9月13日、広島高裁（多和田隆史裁判長）で控訴審判決公判が開かれ、「被告人Hの刑事責任は誠に重大で、一審判決の死刑を是認せざるを得ない」として第一審・山口地裁の死刑判決を支持して被告人H・弁護団の控訴を棄却する判決を言い渡した。被告人Hの弁護人は翌日（2016年9月14日）付で判決を不服として最高裁判所へ上告した。

### 上告審・最高裁第一小法廷
最高裁判所第一小法廷（山口厚裁判長）は2019年（平成31年）3月29日までに本事件の上告審口頭弁論公判開廷期日を2019年（令和元年）6月17日に指定して関係者に通知した。最高裁における事件記録符号（事件番号）は平成28年(あ)第1508号、事件名は「殺人，非現住建造物等放火被告事件」だった。
2019年6月17日に最高裁第一小法廷（山口厚裁判長）で上告審口頭弁論公判が開かれ、弁護人が改めて「被告人Hは犯行当時、心神耗弱状態だった」と主張した一方、検察側が上告棄却を求めて結審した。
なお、上告審にて弁護人は被告人Hの犯人性を争っておらず、被告人Hは収監先・広島拘置所で『山口新聞』（みなと山口合同新聞社）記者と2019年7月5日に接見した際にはその点について不満を訴えている。またこの時点では逆転無罪判決への希望を捨てておらず、「仮に死刑判決が破棄され審理が広島高裁に差し戻されたら勝てると思う。（無罪になって）ここから出たらすぐ金峰に帰って1人で陶芸を本格的にしたい。無実だったら慰謝料のお金（刑事補償金）がもらえる」と話していた。
上告審判決公判は最高裁第一小法廷で2019年7月11日15時00分に開廷された。同日、最高裁第一小法廷（山口厚裁判長）は「被告は自らの価値観などに基づいて犯行を実行し、妄想が犯行に及ぼした影響は大きくない」とHの完全責任能力を認定した上で「強固な殺意に基づく執拗かつ残忍な犯行。刑事責任は極めて重大だ」と述べ、一・二審の死刑判決を支持して被告人Hの上告を棄却する判決を言い渡したため、被告人Hの死刑判決が確定することとなった。
弁護人は2019年7月18日付で、最高裁第一小法廷に判決の訂正を申し立てたが、同小法廷（山口厚裁判長）から2019年8月1日付で、申し立てを棄却する決定が出されたことで、正式に死刑判決が確定した。

## 死刑確定後
2020年（令和2年）9月27日時点で、死刑囚Hは広島拘置所に収監されているが、死刑確定後の2019年11月12日付で山口地裁へ再審請求した。弁護団は新証拠として、刑事責任能力に関する精神科医の意見書など約30点を提出し、公判と同様に死刑囚Hの刑事責任能力を否定する方向で再審請求を行った。
2021年（令和3年）3月22日、山口地裁（小松本卓裁判長）は請求を棄却する決定を出した。弁護団は同決定を不服として、同月26日付で広島高裁へ即時抗告した。
2022年（令和4年）11月、広島高裁は弁護団の即日抗告を棄却する決定を出し、弁護団は同決定を不服として12月に最高裁に特別抗告した。
2025年（令和7年）1月29日、最高裁第二小法廷（岡村和美裁判長）は弁護団の特別抗告を棄却する決定を出したため、再審請求棄却が確定した。

## 加害者の周囲からの証言
介護による帰郷
郷地区出身であるHは1949年（昭和24年）12月、農林業を営む両親の6人兄弟の末っ子として産まれる。地元の金峰小学校・鹿野中学校を卒業後、岩国市で数年働いた後に上京した。
上京後は長兄と一緒に土建業に従事、30代のころからはタイル職人として神奈川県川崎市で暮らしていたが、「自分の生まれたところで死にたい」と1994年に44歳で帰郷し、実家で両親の介護にあたった。
川崎市在住時は左官として働いており、帰郷した際には左官の技術を生かして自宅を建築し、地元のテレビ番組や新聞にも取り上げられた他、近隣の家の修繕などもしていた。また、帰郷当初は自治体の旅行や歓迎会に参加するなど積極的に周囲に溶け込もうとしていた。しかし、本人の難しい性格も災いして、両親と死別した後、地区住民とのトラブルが相次ぐようになった。
地区住民との対立
40代の頃、Hは地区の「村おこし」を提案したが、地区住民はそれに反対し、軋轢を深めた。両親と死別した後は回覧板を受け取ることもなく、自治会活動にもほとんど参加しなくなった。また、自宅にマネキン人形や実際は作動しない監視カメラを設置したこともあった。さらにHは2011年1月ごろ、「集落の中で孤立している」「近所の人に悪口を言われ、困っている」として、周南署に相談していたことがわかった。近隣住民はHがそこまで追い詰められているとは思っていなかったという。精神安定剤の服用を始め、薬を飲んでいるから人を殺しても罪にならないなどの発言もしていたという。
農薬散布のトラブル
Hは農薬の散布を巡っても、近所の住民とトラブルを引き起こしていた。家の裏で、勝手に農薬や除草剤をまいたという。被害に遭った女性Cの夫は周囲に不安を漏らしていた。
飼い犬をめぐるトラブル
Hが飼い始めた犬（ゴールデン・レトリバーと雑種の2匹）に対し、地区住民が「臭い」と苦情を言ってトラブルになり、住民に「血を見るぞ」「殺してやる」と大声を上げたこともあったという。
その他H本人が周囲から受けたと語る被害
「寝たきりの母がいる部屋に、隣のYさんが勝手に入ってきて、『ウンコくさい』と言われました」
「Yさんは、自分が運転する車の前に飛び出してきたこともあった」
「犬の飲み水に農薬を入れられ、自分が家でつくっていたカレーにも農薬を入れられました」
「Kさんは車をちょっと前進させたり、ちょっと後退したりということを繰り返し、自分を挑発してきました」
「車のタイヤのホイールのネジをゆるめられたこともあった」

## その他
- 山口県出身で作家の城繁幸も「濃密な人間関係の中にいやでも引きずり出されたものと思われる。ひょっとすると、そういう関係で何らかのトラブルがあったのかもしれない」「無縁社会のリスクが孤独死だとすれば、“有縁社会”のリスクは、こうした人間関係のトラブルと言える」と語っている[117]。
- 2013年7月24日には、周辺住民の心のケアと健康管理のため、現地に保健師が派遣された[31]。
- 事件当時、金峰の郷地区は人口わずか8世帯14人で[118]、うち高齢者が10人で携帯電話も利用できない限界集落だった[25][119]。さらに事件から6年後となる2019年5月末時点では住民の死亡・転出による減少が進み[19]、人口そのものが5世帯8人（男性5人・女性3人）と著しく減少していることに加え[120]、65歳以上の高齢者が男性4人・女性2人の計6人と高齢化も著しく[121]、集落の存続が危ぶまれている[122]。なお携帯電話の電波状況は2019年7月現在もほとんど改善されていない[123]。
- 「つけびして」の川柳の貼り紙について、「〝つけびして〟は、集落内で自分の悪い噂を流すこと。〝田舎者〟は集落の人を指す。（紙を貼りだしたのは）周囲の人たちの反応を知りたかった。自分の中に抱え込んだ気持ちを知ってほしかった」と弁護士に語ったという[106]。
- 2016年10月20日号の『週刊新潮』によると、警察が発見した凶器とされる木の棒は、Hの主張によるとリュックの中にあったはずだが、裁判では小川の中で発見されたとされている。また、木の棒からは血液付着の痕跡を示すルミノール反応の判定をしていない。犯人のものとされる靴や足跡は、Hのものではないと証言されている。
- 2019年6月現在、被告人Hが住んでいた自宅は一部がブルーシートで覆われている[19]。